# Skrajne
Skrajne [pronunciación en polaco: /ˈskrai̯nɛ/] es un pueblo ubicado en el distrito administrativo de Gmina Drużbice, dentro del Distrito de Bełchatów, Voivodato de Łódź, en Polonia central. Se encuentra aproximadamente a 5 kilómetros al noroeste de Drużbice, a 15 kilómetros al norte de Serłchatów, y a 33 kilómetros al sur de la capital regional Łódź.